# Brycheiniog
Brycheiniog va ser un petit reialme que va existir entre els segles V i VI en un territori corresponent a l'actual Gal·les, en la zona sud. La seva població era d'ètnia celtobritana. Va estar governat per la dinastia de Tamblyn, una família d'ascendència irlandesa. Va actuar com a estat fronterer entre Anglaterra, a l'est, i Deheubarth a l'oest. Un altre veí poderós era Morgannwg. Aquesta pressió més la necessitat d'unió contra l'enemic viking va fer que els seus governants acceptessin ser vassalls d'Alfred el Gran. El territori va ser conquerit pels cavallers normands entre el 1088 i el 1095, però no van perdre mai el seu caràcter gal·lès. Anys després va ser el senyoriu de Brecknock i més tard va formar part del comtat de Brecknockshire.

## Orígens
El regne de Brycheiniog probablement el van fundar emigrants irlandesos a finals del segle v, amb molta probabilitat de Uí Liatháin, el poder dels quals va estar creixent a Gal·les fins que van ser reduïts pels fills de Cunedda de Gwynedd, segons diu la Historia Brittonum. La tradició diu que va ser fundat per un príncep hibernogal·lès anomenat Brychan, del qual va adquirir el nom el país, però les circumstàncies estan amagades entre la llegenda. Brychan vivia a l'antic regne gal·lès Garth Madrun, que es creu que estava situat en l'actual Talgarth, i que només va existir al segle v. Brychan era fill d'Anlach, un emigrant irlandès que va aconseguir control sobre aquesta àrea pacíficament, mitjançant el seu matrimoni amb Marchel, la princesa hereva de Garth Madrun. La llegenda diu que Brychan va ser el pare d'una nombrosa família i que molts dels seus fills van ser sants de Gal·les i de Cornualla. El fill gran de Brychan, Rhain Dremrudd, va ser el fundador d'una dinastia que va governar el reialme sense interrupció fins a mitjan segle VII.

## Unió amb Dyfed
Al segle VII la successió va recaure en una dona, Ceindrych, que va portar el govern a les mans de Cloten de Dyfed, unint ambdós reialmes. La unió amb Dyfed va durar gairebé un segle, encara que parts de Brycheiniog potser van estar governades pels seus fills menors com a senyorius. La invasió de Seisyll, del regne de Ceredigion, a mitjan segle viii va tornar a separar els reialmes.

## Submissió voluntària a vassallatge

L'any 848 la gent de Brycheiniog va matar el rei Iudhail de Gwent. En la dècada del 880, el rei Elisedd de Brycheiniog va ser forçat, pels atacs d'Anarawd de Gwynedd i dels fills de Rhodri el Gran, a retre vassallatge a Alfred el Gran de Wessex. Aquesta aliança també es va veure empesa per l'amenaça viking, ja que en la primavera del 896 Brycheiniog, Gwent i Gwynllwg van ser devastats pels invasors que havien passat l'hivern a Quatford, a prop de Bridgnorth. Segons Asser, un altre motiu pel qual Elisedd va cercar la protecció d'Alfred va ser que el seu territori estava amenaçat per la creixent expansió del regne veí, Gwynedd.
Brycheiniog sembla que va acceptar també el domini de Hywel Dda de Deheubarth i el d'Etelstan d'Anglaterra a començaments del segle x. A primeries de l'estiu del 916 Æthelflæd, filla d'Alfred i vídua d'Æthelred, senyor de Mèrcia, va envair amb el seu exèrcit Brycheiniog i el 19 de juny va atacar la cort reial situada a la vora del llac Brecenan Mere Llangorse. Els atacants van capturar la reina de Brycheiniog i 34 persones més. No se sap quin era el nom d'aquesta reina, només que en aquesta època va ser rei Tewdwr ap Elise, entre el 927 i el 929. Podria ser que la reina capturada fos la seva esposa o la seva mare. Tewdwr va signar com a testimoni en una carta de donacions del rei anglès l'any 934.
Sembla que Tewdwr va ser el darrer rei de Brycheiniog. Al segle xi el país es dividiria entre els tres fills de Gruffudd de Brycheiniog, els quals no van portar el títol de rei.

## La conquesta normanda
El territori de l'antic regne de Brycheiniog va ser conquerit pels cavallers normands entre el 1070 i el 1093. El 1070 William FitzOsbern, primer comte de Hereford va penetrar amb el seu exèrcit i va derrotar els reis gal·lesos del sud, però no s'esmenta cap rei de Brycheiniog. Bleddyn de Brycheiniog, que deia ser el governant en aquesta època, va ser vençut per Bernard de Neufmarché, segons es diu en una crònica escrita abans del segle xv. El 1088 Bernard de Neufmarché va fer una llista de tots els «tithes de Brycheiniog i dels boscos i les planes que li havien confiat i també els de Glasbury». Això fa pensar que ell es considerava senyor de Brycheiniog. L'abril del 1093 va derrotar i matar el rei de Deheubarth, Rhys ap Tewdwr, mentre es construïa un castell a Brecon. Els annals de Gal·les diuen sobre aquest fet que: «Rhys va ser mort pel franc que habitava a Brycheiniog». Això vol dir que els normands ja vivien allí i que el reialme no existia com a tal. El territori va quedar després integrat en el senyoriu de Brecknock, governat pels descendents de Bernard.